# Agonopterix aspersella
Agonopterix aspersella is een vlinder uit de familie grasmineermotten (Elachistidae). De wetenschappelijke naam is voor het eerst geldig gepubliceerd in 1888 door Constant.
De soort komt voor in Europa.